# 高铼酸钆
高铼酸钆是一种无机化合物，化学式为Gd(ReO4)3。它可由过量的氧化钆在过氧化氢的存在下溶解在高铼酸溶液（240 g/L）中得到，从溶液中析出水合物。它的四水合物加热失水，得到无水物，无水物再在高温下分解，生成氧化钆和七氧化二铼。